# Герб Пеніше
Ге́рб Пені́ше — офіційний символ міста Пеніше, Португалія. Використовується як територіальний герб. У срібному щиті чорна каравела з трьома чорними щоглами і червоними вітрилами. Вона пливе по морю з чотирьох зелених хвилястих смуг, які перетинають низ щита. На носі каравели стоїть святий Петро, в червоному одязі й синій робі, із золотим ключем у правиці. На кормі — святий Павло, одягнений так само, із золотим мечем у правиці. Щит увінчує срібна мурована міська корона з п'ятьма вежами.  Під щитом біла стрічка, на якій великими літерами напис португальською: «cidade de Peniche» (місто Пеніше).  Офіційно затверджений 25 листопада 1993 року. Створений на основі попереднього містечкового герба, ухваленого 1 березня 1935 року. 

## Галерея

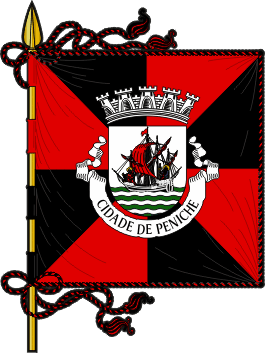
Прапор